# Előre (hetilap, 1946–1947)
Előre a Román Szociáldemokrata Párt hetilapja Szatmáron 1946. február és 1947. május között.

## Programnyilatkozat, munkatársak
Földes Károly szerkesztő a lap álláspontját is jelezve, beköszöntő cikkében így ír: "Az eddigi társadalmi életformák azért omlottak össze, mert önzésre, gyűlöletre, hazugságra voltak építve. Ez az új világ, a szocializmus világa, örökkévaló lesz, mert önzetlenségre, szeretetre, erkölcsre, igazságra építjük." A lap értékes helytörténeti anyagokat közölt. Publicisztikai írásaiban szatmári szocialista vezetők a demokrácia, a román-magyar közeledés, a nemzetiségi kérdés, az ügyek problémáival foglalkoztak. A lap rendszeresen közölte helyi munkás- és parasztírók, elsősorban Földes Károly, Nagy Károly, Virág Gellért verseit, s beszámolt a helyi kulturális mozgalmakról.